# Римски мост у Куманици
Римски мост у Куманици, насељеном месту на територији општине Ивањица, налази се на 16-том километру југозападно од Ивањице, у правцу према планини Голији у близини старе запуштене воденице поточаре. Стари камени мост преко горњег тока реке Моравице, налази се на старом, запуштеном путу проходном искључиво за пешаке и товарне коње, који је из Ивањице, преко Међуречја, водио преко села Братљева, за Санџак. Испред и иза моста, траса овог старог пута, оштрим кривинама и великим успонима, пење се на обале Моравице.
У традицији овог краја мост постоји под називом „Римски мост”, премда у њему нема ничег римског. Опет, с обзиром на стари пут, који је најкраћа спона Санџака и Србије, могуће је да у народу живи памћење на остатке неког пута из римског времена, па се може претпоставити да је на овом истом месту био и мост.
Овим мостом су према Санџаку и даље ишли трговачки каравани. У средини у којој постоји, мост је као грађевина ненаметљив. Утисак који пружа веома је пријатан и представља освежење у овом скоро ненастањеном крају. Са свих страна окружен је зеленилом, које га просто стапа са природом, тако да не делује као наметнута грађевина, саставни је део пејзажа.

## Опис моста
Уско корито планинске реке Моравице премошћено је једним сводом полукружног облика, који се својим опорцима, упорњацима, преко не баш изражених обалних стубова ослања на стеновите обале реке. Обале реке Моравице су углавном од глинених шкриљаца, тамних по својим површинама шкриљавости, који су једним делом употребљени у конструкцији моста. Мањи део чеоног зида, уз чела сводова, озидан је крупним ломљеним каменом, добро изчивијаним уз чело свода. Местимично има неправилних комада облутака. Остали, много већи део, конструисан је од плочасто ломљеног камена, од крупних плочастих комада шкриљасте стене које има практично у неограниченим количинама у околини. Због различитих материјала, претпоставља се да је мост прављен у више периода. 
На узводној страни моста, на десном обалном стубу, постоје остаци неправилно изведеног кљуна, остаци неке врсте заштитног зида, који је имао задатак да велике воде Моравице усмери испод свода и на тај начин заштити вертикални крилни зид моста. Опорци свода заједно са паралелним крилним зидовима чине обалне стубове моста.
Ширина моста је 2,40m и то је истовремено и ширина коловоза. Укупна дужина моста са стубовима је око 14m, величина лучног отвора је 6,72m, а висина око 4m. Данас овај мост користе само пешаци, а око њега се гранају брдски путићи од којих један води за село Ерчеге.
Немогуће је утврдити ко је и када подигао овај мост у селу Куманици, али је несумњиво то вешто творена и лепа грађевина, необично витких и складних линија. Припада типу лепших турских мостова. Отвор овог моста сличан је једином очуваном отвору на мосту преко реке Увац. Судећи по његовој техници, он би могао бити грађен у исто време кад и мостови у Призрену, што значи у 15. веку. 
Рестаурацију је извршио Завод за заштиту споменика културе из Краљева осамдесетих година 20. века. 